# Benoît Pedretti
Benoît Pedretti (Audincourt, 12 de noviembre de 1980) es un exfutbolista y entrenador francés que jugaba de centrocampista. Desde noviembre de 2023 está sin equipo tras dejar el A. S. Nancy-Lorraine.

## Trayectoria
Comenzó su carrera profesional en el F. C. Sochaux-Montbéliard, donde jugó desde 1999 hasta 2004. También jugó durante una temporada en el Olympique de Marsella y en el Olympique de Lyon, antes de fichar por el A. J. Auxerre. De ahí pasó al Lille O. S. C., donde permaneció dos años. En 2013 fichó por el A. C. Ajaccio, terminando su carrera en el A. S. Nancy-Lorraine.

## Selección nacional
Jugó 22 partidos oficiales con la selección de Francia y estuvo en la convocatoria a la Eurocopa 2004 disputada en Portugal.

### Participaciones en Copa Confederaciones
| Copa                           | Sede    | Resultado | Partidos | Goles |
| ------------------------------ | ------- | --------- | -------- | ----- |
| Copa FIFA Confederaciones 2003 | Francia | Campeón   | 5        | 0     |

### Participaciones en Eurocopas
| Copa          | Sede     | Resultado        | Partidos | Goles |
| ------------- | -------- | ---------------- | -------- | ----- |
| Eurocopa 2004 | Portugal | Cuartos de final | 1        | 0     |

## Clubes

### Como jugador
| Club                      | País    | Año       |
| ------------------------- | ------- | --------- |
| F. C. Sochaux-Montbéliard | Francia | 1999-2004 |
| Olympique de Marsella     | Francia | 2004-2005 |
| Olympique de Lyon         | Francia | 2005-2006 |
| A. J. Auxerre             | Francia | 2006-2011 |
| Lille O. S. C.            | Francia | 2011-2013 |
| A. C. Ajaccio             | Francia | 2013-2015 |
| A. S. Nancy-Lorraine      | Francia | 2015-2018 |

### Como entrenador
| Club                            | País    | Año       |
| ------------------------------- | ------- | --------- |
| A. S. Nancy-Lorraine "II"       | Francia | 2021-2023 |
| A. S. Nancy-Lorraine (interino) | Francia | 2021-2022 |
| A. S. Nancy-Lorraine            | Francia | 2023      |

## Palmarés

### Títulos nacionales
| Título                     | Club                      | País    | Año     |
| -------------------------- | ------------------------- | ------- | ------- |
| Copa de la Liga de Francia | F. C. Sochaux-Montbéliard | Francia | 2003-04 |
| Supercopa de Francia       | Olympique de Lyon         | Francia | 2005    |
| Ligue 1                    | Olympique de Lyon         | Francia | 2005-06 |

### Títulos internacionales
| Título                    | Equipo               | País    | Año  |
| ------------------------- | -------------------- | ------- | ---- |
| Copa FIFA Confederaciones | Selección de Francia | Francia | 2003 |